# Смирнов, Александр Ильич (химик)
Алекса́ндр Ильи́ч Смирно́в (р. 3 августа 1949, Ржев Калининской (ныне Тверской) области) — советский и российский химик, доктор химических наук (1990), профессор (1991), ректор Иркутского государственного университета в 1997—2012 годах.

## Биография
Родился в семье военнослужащего.
В 1971 году окончил химический факультет ИГУ. В сентябре того же года стал младшим сотрудником Института нефте- и углехимического синтеза ИГУ, в декабре 1973 года поступил в аспирантуру МГУ. В 1979 году защитил кандидатскую диссертацию.
В 1979—1980 годах являлся председателем профкома университета.
В сентябре 1980 года назначен проректором Иркутского университета по вечернему и заочному обучению, с февраля 1989 года — проректором по научной работе. В 1990 году защитил докторскую диссертацию «Реакционная способность О- и N- виниловых мономеров в реакциях радикальной чередующейся сополимеризации».
Является заведующим кафедрой органической химии (с 1993 года). В 1997 году был избран на должность ректора университета.
В 1995 года избран академиком Российской экологической академии, в 1999 года — академиком Международной академии наук высшей школы. Награждён Орденом Дружбы (2002), орденом Почёта (2006), медалью Министерства просвещения и образования Монголии, знаком «Почётный работник высшего профессионального образования РФ», Почётным знаком «Ректор-2004», знаком отличия «За заслуги перед Иркутской областью» (2011). Является лауреатом премии Правительства РФ в области образования. Подготовил 6 кандидатов и докторов наук. Опубликовал свыше 80 научных работ.
Женат, есть две дочери.